# Makuya
Makuya (en japonès: キリストの幕屋) (en hebreu: מקויה) és un nou moviment religiós japonès, fundat en 1948 per Ikuro Teshima. Els seguidors del moviment Makuya, són fervents defensors de l'Estat sionista d'Israel, i són partidaris de mantenir unida la seva capital, la ciutat de Jerusalem. Els Makuya, veuen en la creació de l'estat sionista, el compliment de les promeses bíbliques fetes a Abraham, Isaac i Jacob.

## Ideologia
Els seguidors de Makuya són uns amants incondicionals de la nació d'Israel i del poble jueu. El moviment Makuya organitza peregrinacions a la ciutat santa de Jerusalem. Més de 900 estudiants de Makuya han estat enviats a diversos kibutzim a Israel, per treballar junts amb el poble de la Bíblia, i per estudiar l'idioma hebreu, en un entorn bíblic. Alguns d'ells continuen els seus estudis acadèmics a les universitats. El quibuts on habitualment treballen els voluntaris de Makuya es diu Heftziba. El moviment Makuya a parlat favorablement d'Israel, en diverses ocasions, a les Nacions Unides. A diferència d'altres grups de cristians evangèlics que fan servir la creu com a símbol religiós, els Makuya fan servir públicament la menorà jueva de set braços com el seu emblema.

## Història
En 1967, quan va esclatar la Guerra dels Sis Dies, Teshima va escriure un telegrama als estudiants de Makuya a Israel, dient: "Estigueu al país el temps que calgui, i ajudeu a Israel". Els voluntaris, van ajudar a Israel durant la guerra. En 1973, quan va esclatar la Guerra del Yom Kippur, Japó va donar suport a les nacions àrabs, (per evitar un possible embargament del petroli), aquesta política de la diplomàcia japonesa, va decebre a Teshima. Malgrat la seva greu malaltia (cirrosi terminal), Teshima va organitzar al costat de 3.000 dels seus seguidors, una campanya per Israel, davant del edifici de la Dieta Nacional (el parlament nacional japonès) a la capital imperial Tòquio.
Aquesta va ser la primera manifestació a favor de l'estat sionista d'Israel, que va tenir lloc al Japó. La campanya va rebre una àmplia cobertura a la premsa, la ràdio, i la televisió. De tota manera, també va empitjorar l'estat de salut de Teshima, i ell va morir tres setmanes després del dia de Nadal de 1973. El nom de Teshima ha estat inscrit en dues ocasions en el llibre d'or del Fons Nacional Jueu, en setembre de 1967, pel seu suport entusiasta a l'estat sionista d'Israel, durant la Guerra dels Sis Dies, i en gener de 1974, després de la seva defunció. Els seguidors de Teshima segueixen actualment donant suport a Israel. El Fons Nacional Jueu, ha plantat un bosc a la regió de Galilea, en memòria d'Ikuro Teshima, el fundador i líder del moviment Makuya.